# Jhordy Congo
Jhordy Congo (* 1. November 1996) ist ein ecuadorianischer Leichtathlet, der sich auf das Kugelstoßen spezialisiert hat.

## Sportliche Laufbahn
Erste internationale Erfahrungen sammelte Jhordy Congo im Jahr 2021, als er bei den Südamerikameisterschaften in Guayaquil mit einer Weite von 16,08 m den siebten Platz im Kugelstoßen belegte.
2021 wurde Congo ecuadorianischer Meister im Kugelstoßen.